# Sozialrechtlicher Herstellungsanspruch
Der sozialrechtliche Herstellungsanspruch ist ein  staatshaftungsrechtlicher Anspruch des Bürgers gegen einen Sozialleistungsträger, den die Rechtsprechung im Wege der richterlichen Rechtsfortbildung entwickelt hat. In der Sache handelt es sich – je nach Formulierung – um einen „Unterfall“ bzw. um eine „Parallele“ oder eine „Weiterentwicklung des Folgenbeseitigungsanspruchs“.
Der sozialrechtliche Herstellungsanspruch ist darauf gerichtet, Pflichtverletzungen eines sozialen Leistungsträgers insbesondere aus dessen Verpflichtung zur Aufklärung (§ 13 SGB I), zur Beratung (§ 14 SGB I) und zur Erteilung von Auskünften (§ 15 SGB I) auszugleichen. Erwächst dem Bürger ein Nachteil, weil er von einer Sozialbehörde falsch oder unvollständig beraten worden ist, so kann er unter den Voraussetzungen des sozialrechtlichen Herstellungsanspruchs verlangen, so gestellt zu werden, wie er stehen würde, wenn die Behörde sich rechtmäßig verhalten hätte. Die Sozialleistungsträger haben bei ihrer Tätigkeit sicherzustellen, dass die sozialen Rechte möglichst weitgehend verwirklicht werden (§ 2 Abs. 2 HS. 2 SGB I).

## Voraussetzungen
Die Sozialgerichte haben einen Herstellungsanspruch unter den folgenden Voraussetzungen zugesprochen:
1. Dem Leistungsberechtigten ist ein Nachteil oder ein Schaden erwachsen. Beispielsweise hat er keinen Anspruch auf eine Sozialleistung, die er hätte beantragen müssen (§ 16 SGB I), weil er keinen diesbezüglichen Antrag gestellt hatte.
2. Ein Sozialleistungsträger hat gehandelt oder er hat es unterlassen, etwas zu tun, was er hätte tun müssen. Es kann sein, dass der Sachbearbeiter, der den Betroffenen beraten hat, es unterlassen hatte darauf hinzuweisen, dass es sich bei der Leistung, auf die der Bürger angewiesen ist, um eine Leistung handelt, die nur auf Antrag erbracht werden kann.
3. Das Tun oder Unterlassen des Trägers war objektiv pflichtwidrig (rechtswidrig). Es bestand eine Pflicht, die bezweckt hatte, gerade den Nachteil, der sich im konkreten Fall verwirklicht hat, zu verhindern (Schutzzweckzusammenhang). Konkret: Eine Beratungspflicht aus dem Gesetz.
4. Das Tun bzw. Unterlassen der Behörde war ursächlich für den Schadenseintritt. Im Sozialrecht gilt insoweit die Lehre von der rechtlich wesentlichen Bedingung. Das heißt, es muss eine condicio sine qua non hinsichtlich des Erfolgs vorliegen, die nach dem Sinn und Zweck des jeweiligen sozialrechtlichen Systems auch erfasst sein soll.
5. Der entstandene Nachteil kann durch rechtmäßiges Verwaltungshandeln nachträglich wieder beseitigt werden. Dieses Erfordernis ist ein allgemeiner Ausdruck des Rechtsstaatsprinzips.

Der Anspruch setzt also kein Verschulden des Amtswalters bei der Betreuung des Betroffenen voraus. Er gilt auch für Pflichtverletzungen einer anderen als derjenigen Behörde, die die nachteilige Entscheidung trifft. Der Anspruch gilt aber nicht im Verhältnis zwischen Sozialleistungsträgern.
Der Anspruch soll ausgeschlossen sein bei einem groben Mitverschulden des Sozialleistungsberechtigten.

## Anwendung
In der Literatur ist davor gewarnt worden, den sozialrechtlichen Herstellungsanspruch „vorschnell als Allheilmittel bei einem angenommenen Fehlverhalten der Sozialleistungsträger“ anzusehen. Denn die Rechtsprechung hatte den Herstellungsanspruch in der Vergangenheit nicht auf allen Gebieten des Sozialrechts angewandt.
Insbesondere hat sie ihn lange Zeit nicht auf das Sozialhilferecht übertragen. Erst durch die Einordnung der Sozialhilfe in das Sozialgesetzbuch und den damit verbundenen Übergang der gerichtlichen Zuständigkeit für Sozialhilfesachen von der Verwaltungsgerichtsbarkeit auf die Sozialgerichtsbarkeit seit 2005 hat sich dies geändert. Während das BVerwG unter Verweis auf den Grundsatz „keine Sozialhilfe für die Vergangenheit“ die Anwendung des Herstellungsanspruchs abgelehnt hatte, ist das BSG von dieser Position mittlerweile abgerückt, weil jedenfalls die Grundsicherung eine antragsabhängige Leistung sei.
Auch im Recht der Grundsicherung für Arbeitsuchende („Bürgergeld“) wendet das Bundessozialgericht den Herstellungsanspruch mittlerweile an, nachdem dies in der Literatur weitgehend befürwortet worden war.
Im Wohngeldrecht, für das weiterhin die Verwaltungsgerichte zuständig sind, hat das Bundesverwaltungsgericht die Anwendung des sozialrechtlichen Herstellungsanspruchs dadurch weitgehend eingeschränkt, dass es ihn ausgeschlossen hatte für den Fall, dass eine Wiedereinsetzung in den vorigen Stand im Sozialverwaltungsverfahren nach § 27 SGB X möglich sei. Das Gericht hat keinen Raum für die Anwendung des richterrechtlichen Herstellungsanspruchs gesehen, weil hier keine Regelungslücke im Gesetz bestehe.
Das BSG ist dieser Ansicht des Bundesverwaltungsgerichts in einem Urteil zum Bayerischen Landeserziehungsgeld nicht gefolgt, weil es § 27 SGB X nicht für eine abschließende Regelung halte. Der Herstellungsanspruch sei neben der Wiedereinsetzung anwendbar, weil der Anwendungsbereich der beiden Rechtsinstitute nicht deckungsgleich sei.
Im Recht der gesetzlichen Krankenversicherung ist § 13 Abs. 3 SGB V zu beachten. Werden „unaufschiebbare“ Leistungen rechtswidrigerweise von der Krankenkasse abgelehnt und sind dem Versicherten durch deren Beschaffung Unkosten entstanden, so sind ihm diese von der Krankenkasse zu erstatten, „soweit die Leistung notwendig war“. Für Rehaleistungen gilt § 18 SGB IX.
Zum Unterhaltsvorschussgesetz ist von der Rechtsprechung sowohl die Wiedereinsetzung in den vorigen Stand als auch ein Herstellungsanspruch verneint worden, weil Leistungen für zurückliegende Zeiträume nicht möglich seien.
Im Recht der Arbeitslosenversicherung hat das BSG entschieden, dass die fehlende Arbeitslosmeldung nicht rückwirkend durch einen sozialrechtlichen Herstellungsanspruch ersetzt werden könne. Gleiches gelte für die objektive und subjektive Verfügbarkeit als ein Merkmal des Tatbestands der Arbeitslosigkeit im rechtlichen Sinne. Der Antrag auf Arbeitslosengeld könne aber nach allgemeiner Ansicht auf den Tag gelegt werden, zu dem er bei rechtzeitiger und richtiger Beratung gestellt worden wäre.
Aus der Auslegungsregel des § 2 II SGB I ist gefolgert worden, dass die Behörde dem Bürger insbesondere bei kurzen Fristen zur Stellung eines Antrags soweit entgegenkommen müsse, dass eine Beratung noch zu einem Zeitpunkt erfolgen könne, die es dem Bürger ermögliche, tätig zu werden.

## Rechtsfolge
Rechtsfolge des sozialrechtlichen Herstellungsanspruchs ist die Kompensation des jeweiligen Nachteils, indem dem Betroffenen die Rechtsposition eingeräumt wird, „die er gehabt hätte, wenn von Anfang an ordnungsgemäß verfahren worden wäre.“ Er wird also im Verwaltungsverfahren so behandelt, als hätte er einen Antrag, auf dessen Stellung er hätte hingewiesen werden müssen, rechtzeitig gestellt.

## Konkurrenzen
Weil der sozialrechtliche Herstellungsanspruch auf richterlicher Rechtsfortbildung beruht, kommt er nur in Betracht, wenn kein anderer gesetzlich bestimmter Ausgleichstatbestand einschlägig ist. Dabei ist aber problematisch, dass die Amtshaftung dem Betroffenen nur einen Schaden in Geld ersetzt, während der allgemeine Folgenbeseitigungsanspruch einen früheren Zustand wiederherstellen soll. Soweit diese Ansprüche also leerlaufen, ist Raum zur Anwendung des Herstellungsanspruchs eröffnet.